# David Bordwell
David Bordwell (Penn Yan, 23 luglio 1947 – Madison, 29 febbraio 2024) è stato uno storico del cinema, critico cinematografico e blogger statunitense.

## Biografia
Dopo aver conseguito laurea e PhD all'University of Iowa nel 1974, si dedicò alla teoria e alla storia del cinema e all'insegnamento (principalmente all'Università del Wisconsin-Madison), scrivendo diversi volumi, tra i quali Narration in the Fiction Film (1985), Making Meaning (1989), e On the History of Film Style (1997).
Con la moglie Kristin Thompson inoltre scrisse Film Art (1979) e Film History (1994). Con il filosofo Noël Carroll curò l'antologia Post-Theory: Reconstructing Film Studies (1996), una polemica sullo stato in cui versava la teoria del cinema. Tra i lavori più ambiziosi è da citare The Classical Hollywood Cinema: Film Style and Mode of Production to 1960 (1985), scritto con Thompson e Janet Staiger. Diversi suoi articoli su narratività, stile e immaginario cinematografico sono stati raccolti in Poetics of Cinema (2007), intitolato in questo modo in omaggio a un famoso testo di Boris Michajlovič Ėjchenbaum del 1927.
L'unica pubblicazione tradotta in lingua italiana è Storia del Cinema - Un'introduzione. Anche la moglie, Kristin Thompson, ha un solo libro pubblicato in questa lingua: Storytelling. Forme del racconto tra cinema e televisione.
Claudio Bisoni gli dedicò un intero capitolo in La critica cinematografica - Metodo, storia e scrittura.
Bordwell gestì con la moglie un blog sul proprio sito personale Observations on film art, dove spesso appuntava le sue idee sul cinema.
Il 22 dicembre 2021 comunicò tramite il blog di aver sospeso le pubblicazioni per trattare un cancro alla gola. Morì a Madison, nel Wisconsin, il 29 febbraio 2024 per le complicazioni del tumore all'età di 76 anni.

## Opere
- Filmguide to La Passion de Jeanne d'Arc, 1973
- Film Art: An Introduction, 1979 con Kristin Thompson
  - Cinema come arte. Teoria e prassi del film, trad. di Paola Bonini, Milano: Il Castoro, 2003 ISBN 88-8033-245-7 ISBN 88-8033-378-X
- French Impressionist Cinema: Film Culture, Film Theory, Film Style, 1980
- The Films of Carl Theodor Dreyer, 1981
- The Classical Hollywood Cinema: Film Style and Mode of Production to 1960, 1985 con Janet Staiger e Kristin Thompson
- Narration in the Fiction Film, 1985
- Yasujirō Ozu and the Poetics of Cinema, 1988
- Making Meaning: Inference and Rhetoric in the Interpretation of Cinema, 1989
- The Cinema of Eisenstein, 1993
- Post-Theory: Reconstructing Film Studies, 1996 con Noël Carroll
- On the History of Film Style, 1997
- Film History: An Introduction, 2010, con Kristin Thompson
  - Storia del cinema e dei film, trad. di Alberto Farina e Riccardo Centola, 2 voll., Il Castoro, Milano, 1998
    - Dalle origini al 1945, ISBN 88-8033-111-6
    - Dal dopoguerra a oggi, ISBN 88-8033-112-4
    - Storia del cinema e dei film, ed. in vol. unico, ISBN 978-88-8033-306-7

  - Storia del cinema. Un'introduzione, a cura di David Bruni ed Elena Mosconi, Milano: McGraw-Hill, 2010 ISBN 978-88-386-6564-6 ISBN 978-88-386-6709-1 ISBN 978-88-386-6846-3
- Planet Hong Kong: Popular Cinema and the Art of Entertainment, 2000
- The McGraw-Hill Film Viewers Guide, 2004
- Figures Traced in Light: On Cinematic Staging, 2005
- The Way Hollywood Tells It: Story and Style in Modern Movies, 2006
- Poetics of Cinema, 2008
- Minding Movies: Observations on the Art, Craft, and Business of Filmmaking, 2011 con Kristin Thompson